# Diaminosäuren
Diaminosäuren, genauer Diaminocarbonsäuren, sind organische Verbindungen und zählen zu den Aminosäuren. Diaminosäuren enthalten mindestens eine Carboxygruppe (–COOH) sowie zwei Aminogruppen (–NH2).

## Biochemische Bedeutung
Asparagin, Glutamin und Lysin sind proteinogene Diaminosäuren, das heißt, sie sind neben 17 weiteren Aminosäuren die molekularen Bausteine der Proteine. Die genannten drei Diaminosäuren werden durch Codons des genetischen Materials codiert und zählen daher zudem zu den kanonischen Aminosäuren.
Ornithin ist wie auch 2,6-Diaminopimelinsäure eine nicht-proteinogene Diaminosäure.
In der Biochemie sind Diaminosäuren von gewissem Interesse. Diaminosäuren werden zur Synthese von peptidischen Nukleinsäuren wie der daPNA genutzt. Derart künstlich hergestellte peptidische Nukleinsäuren wiederum formen mit individuellen DNA- wie auch RNA-Strängen Duplexe und gelten daher nicht nur als DNA-Analoga, sondern sind auch mögliche Rekonstruktionen des vermutlich ersten genetischen Materials auf der Erde. Die korrespondierenden Diaminosäuren wie die 2,3-Diaminopropansäure wurden im Murchison Meteoriten sowie in künstlichen Kometen nachgewiesen.